# 우분투 (글꼴)
우분투(Ubuntu)는 오픈타입 기반 글꼴 계열로서 런던의 글꼴 파운드리 Dalton Maag에 의해 현대적인 휴머니스트 스타일의 글꼴로 설계되었다. 이 글꼴은 9개월 가까이 개발되다가 2010년 9월까지 베타 프로그램을 통해 초기에 제한적으로 출시되었다. 이후 우분투 10.10의 우분투 운영 체제의 새로운 기본 글꼴이 되었다. 디자이너로는 Comic Sans와 Trebuchet MS 글꼴을 개발한 빈센트 코나레가 포함된다.
우분투 글꼴 계열은 우분투 폰트 라이선스를 통해 라이선스된다.

## 같이 보기
- 오픈 소스 유니코드 서체
- SIL 오픈 폰트 라이선스